# 望都之战
望都之战，发生于1003年（北宋咸平六年，辽統和二十一年）4月，是当年辽军南侵期间，宋军在望都县境内发起的一场阻击战。由于宋军将领指挥失当，加之辽军成功地截断了宋军的粮道，造成了宋军阵型混乱，使得这场战役最终以宋军失败、辽军战胜而告终。

## 战役背景
河北之战和遂城羊山之战后，辽军方面一直在谋划着新的战事。而宋军在遂城羊山之战之后，也采取了策略对辽军进行防御。
1002年三月，北府宰相萧继远率领辽军开始了新的南侵。
当年四月，辽军文班太保达哩斯与宋军在梁门（今河北省徐水县境内）交战，同时辽军南京统军使萧挞凛攻打泰州，两边全部告捷。但辽军都在不久之后撤退。
进入1003年，辽军再次发动进攻。

## 双方准备

### 辽
1003年四月，辽军派遣南府宰相耶律奴瓜以及萧挞凛率部南侵。

### 宋
宋军方面，迎战的是云州观察使、高陽關副都部署王继忠所部，以及天平軍節度使、侍衛親軍馬步軍司都虞候、開府儀同三司、檢校太尉、镇，定，高阳关都部署王超所部。

## 战役经过
耶律奴瓜和萧挞凛率部围攻定州，王超率领五百名宋军在望都县对辽军发起反击，并且取得成功。王继忠与耶律奴瓜所部在康邨展开厮杀，从白天打到晚上，辽军稍有撤退。第二天接近中午的时候，双方再度交战，辽军将进攻重点放在了宋军的东侧，并且成功地截断了宋军的粮道。王继忠率领部下赶到东边，但由于衣服被辽军认了出来，使得王继忠所部很快就被辽军包围了几十圈。宋军士兵全都身负重伤，但仍然继续战斗，一边打一边走，一直走到白城附近，再也打不动的宋军束手就擒。王超则率军返回定州，并向朝廷通报了情况。
当年五月，辽军撤出北宋境内。

## 战役后续
战败的消息传回北宋朝廷，由于之前有康保裔被俘的经历，宋真宗直接认为王继忠已经战死，并且给其“追封”官爵，并且也给他的后代封了官。其他战死的将领的后代也都获封。
但实际上王继忠并没有死，并且被辽方成功招降。日后王继忠成为了辽方促成澶渊之盟的重要人物。

### 引用
1. ↑  《续资治通鉴长编》卷四十九：“甲子，知雄州何承矩請於乾寧軍選銳兵，乘刀魚船，自界河攻平州，以分敵勢，從之。”
2. ↑  《续资治通鉴·宋纪二十三·咸平五年》：甲寅，辽遣北府宰相萧继远等率师南下。
3. ↑  《续资治通鉴·宋纪二十三·咸平五年》：夏，四月，丙寅朔，辽文班太保达哩斯与南军战于梁门，旋遣南京统军使萧达兰攻泰州，先后告捷，未几，引还。
4. ↑  《续资治通鉴·宋纪二十三·咸平六年》：辽遣南府宰相耶律诺衮、南京统军使萧达兰进攻定州，……
5. ↑  《续资治通鉴·宋纪二十三·咸平六年》：丙子，辽遣南府宰相耶律诺衮、南京统军使萧达兰进攻定州，行营都部署王超先发步兵千五百人逆战于望都县，杀戮甚众。
6. ↑  《续资治通鉴·宋纪二十三·咸平六年》：副部署、云州观察使开封王继忠与诺衮等战康邨，自日昳至乙夜，敌势小却。
7. ↑  《续资治通鉴·宋纪二十三·咸平六年》：迟明，复战，辽人悉众攻东偏，出阵后焚绝粮道。
8. ↑  《续资治通鉴·宋纪二十三·咸平六年》：于是继忠率麾下跃马驰赴，素衒仪服，辽人识之，围数十重，士皆重创，殊死战，且战且行，旁西山而北，至白城，力不能支，遂就擒。
9. ↑  《续资治通鉴·宋纪二十三·咸平六年》：超等即引兵还定州，遗使上闻。
10. ↑  《续资治通鉴·宋纪二十三·咸平六年》：五月，辛卯，定州部署王超言辽师出境。
11. ↑  《续资治通鉴·宋纪二十三·咸平六年》：帝闻王继忠战死，丁酉，赠大同军节度使兼侍中，官其三子，皆加等
12. ↑  《续资治通鉴·宋纪二十三·咸平六年》：辛亥，录望都战殁将士子孙。
13. ↑  《续资治通鉴·宋纪二十三·咸平六年》：继忠既擒，见辽主于炭山，太后知其才，授户部使，兼赐妻室；继忠亦自激昂，为辽尽力。